# Ишутин, Виктор Иванович
Виктор Иванович Ишутин (20 февраля 1934, Дрезна, Орехово-Зуевский район, Московская область — 1999, Орехово-Зуево) — советский футболист, защитник. Мастер спорта СССР.
Всю карьеру в командах мастеров провёл в команде «Знамя Труда» Орехово-Зуево — в 1958—1965 годах в классе «Б» (до 1962 года вторая по силе лига, с 1963 — третья) провёл более полутора сотен матчей (неизвестны данные по сезону 1962 года). В 1962 году вместе с командой дошёл до финала Кубка СССР.